# Suncorp Stadium
Het Suncorp Stadium (vroeger Lang Park en tevens bekend als Brisbane Stadium) is een sportstadion in Milton, een voorstad van Brisbane. Sinds 1957 wordt in dit stadion rugby en voetbal gespeeld. In het stadion is plaats voor 52.500 toeschouwers.

## Historie
De eerste opening van het stadion was in 1914. Daarvoor stond op deze plek een begraafplaats, de North Brisbane Burial Ground. Het stadion dat was gebouwd op deze plek werd vernoemd naar John Dunmore Lang (1799–1878), predikant, schrijver en politicus, het werd Lang Park genoemd. Aanvankelijk werd het stadion gebruikt voor amateurbeoefenaars, maar in 1935 kwam de eerste professionele voetbalclub en in 1953 de eerste professionele rugbyclub. Het stadion werd gerenoveerd in 1953, 1962, 1975 en 1994. Zo werden er onder andere tribunes bij gebouwd. Tussen 2001 en 2003 werd een volledig nieuw stadion gebouwd.

## Gebruik

### Voetbalinterlands
| Datum             | Thuisteam     | Uitslag | Uitteam       | toernooi                | Toeschouwers |
| ----------------- | ------------- | ------- | ------------- | ----------------------- | ------------ |
| 25 september 1998 | Nieuw-Zeeland | 1 – 0   | Tahiti        | OFC Nations Cup         | 900          |
| 25 september 1998 | Australië     | 3 – 1   | Fiji          | OFC Nations Cup         | 900          |
| 28 september 1998 | Nieuw-Zeeland | 8 – 1   | Vanuatu       | OFC Nations Cup         | 500          |
| 28 september 1998 | Australië     | 16 – 0  | Cookeilanden  | OFC Nations Cup         | 600          |
| 30 september 1998 | Fiji          | 3 – 0   | Cookeilanden  | OFC Nations Cup         | 400          |
| 30 september 1998 | Tahiti        | 5 – 1   | Vanuatu       | OFC Nations Cup         | 400          |
| 2 oktober 1998    | Australië     | 4 – 1   | Tahiti        | OFC Nations Cup         | 1.200        |
| 4 oktober 1998    | Nieuw-Zeeland | 1 – 0   | Fiji          | OFC Nations Cup         | 1.000        |
| 4 oktober 1998    | Australië     | 0 – 1   | Nieuw-Zeeland | OFC Nations Cup         | 2.000        |
| 4 oktober 1998    | Fiji          | 4 – 2   | Tahiti        | OFC Nations Cup         | 2.000        |
| 7 oktober 2006    | Australië     | 1 – 1   | Paraguay      | Vriendschappelijk       | 47.609       |
| 1 juni 2008       | Australië     | 1 – 0   | Irak          | Kwalificatie WK 2010    | 48.678       |
| 15 oktober 2008   | Australië     | 4 – 0   | Qatar         | Kwalificatie WK 2010    | 34.320       |
| 3 maart 2010      | Australië     | 1 – 0   | Indonesië     | Kwalificatie AK 2011    | 20.422       |
| 2 september 2011  | Australië     | 2 – 1   | Thailand      | Kwalificatie WK 2014    | 24.450       |
| 12 juni 2012      | Australië     | 1 – 1   | Japan         | Kwalificatie WK 2014    | 40.189       |
| 10 januari 2015   | Saoedi-Arabië | 0 – 1   | China         | Aziatisch kampioenschap | 12.557       |
| 12 januari 2015   | Jordanië      | 0 – 1   | Irak          | Aziatisch kampioenschap | 6.840        |
| 14 januari 2015   | China         | 2 – 1   | Oezbekistan   | Aziatisch kampioenschap | 13.674       |
| 16 januari 2015   | Irak          | 0 – 1   | Japan         | Aziatisch kampioenschap | 22.941       |
| 17 januari 2015   | Australië     | 0 – 1   | Zuid-Korea    | Aziatisch kampioenschap | 48.513       |
| 19 januari 2015   | Iran          | 1 – 0   | V.A.E.        | Aziatisch kampioenschap | 11.394       |
| 22 januari 2015   | China         | 0 – 2   | Australië     | Aziatisch kampioenschap | 46.067       |
| 17 november 2019  | Australië     | 5 – 1   | Zuid-Korea    | Vriendschappelijk       | 32.922       |
| 22 september 2022 | Australië     | 1 – 0   | Nieuw-Zeeland | Vriendschappelijk       | 25.392       |

### WK 2023
In 2023 worden er in dit stadion wedstrijden gespeeld op het wereldkampioenschap voetbal voor vrouwen.
| Datum            | Thuisteam  | Uitslag | Uitteam   | Fase           | Toeschouwers |
| ---------------- | ---------- | ------- | --------- | -------------- | ------------ |
| 22 juli 2023     | Engeland   | 1 – 0   | Haïti     | Groepsfase     | 44.369       |
| 26 juli 2023     | Australië  | 2 – 3   | Nigeria   | Groepsfase     | 49.156       |
| 29 juli 2023     | Frankrijk  | 2 – 1   | Brazilië  | Groepsfase     | 49.378       |
| 31 juli 2023     | Ierland    | 0 – 0   | Nigeria   | Groepsfase     | 24.884       |
| 3 augustus 2023  | Zuid-Korea | 1 – 1   | Duitsland | Groepsfase     | 38.945       |
| 7 augustus 2023  | Engeland   | 0 – 0   | Nigeria   | Achtste finale | 49.461       |
| 12 augustus 2023 | Australië  | 0 – 0   | Frankrijk | Kwartfinale    | 49.461       |
| 19 augustus 2023 | Zweden     | 2 – 0   | Australië | Troostfinale   | 49.461       |

Stadium Australia · Sydney Football Stadium · Brisbane Stadium · Melbourne Rectangular Stadium · Perth Rectangular Stadium · Hindmarsh Stadium
Waikato Stadium · Eden Park · Wellington Regional Stadium · Forsyth Barr Stadium